# Église Saint-Jean-Baptiste d'Abbécourt
L'église Saint-Jean-Baptiste d'Abbécourt est une église située à Abbécourt, en France.

## Localisation
L'église est située sur la commune d'Abbécourt, dans le département de l'Aisne.

## Historique
L'appellation de l'église dériverait du latin Abbatis Curia ou Curtis, cour ou ferme de l'abbé, en raison d'un abbé de Saint-Médard de Soissons qui en possédait le territoire. 
Le monument, quasi totalement détruit pendant la Grande guerre, a été reconstruit après 1918 et des vitraux ont été incorporés en 1929 par le créateur Jacques Grube [1).